# Etnografía de Israel
Según las historias bíblicas, los israelitas descienden del profeta Abraham a través de su hijo Isaac.
En la historia etiológica de Israel, a este país emigraron diferentes grupos étnicos de origen semítico de tribus nómadas, como los cananeos, filisteos, arameos, asirios, fenicios, hebreos y árabes. Cada uno de ellos formó su civilización en la región geográfica de Palestina, dando el nombre de dichas tribus al lugar en que se asentaban. También emigraron a Israel los europeos, muchos de ellos de ascendencia judía y otros principalmente pertenecientes a la religión cristiana. 

Los sefardíes, también llamados judeoespañoles, llegaron al país a causa de los problemas de religión de la reforma protestante y contrarreforma católica, que hicieron que fueran expulsados de España por los Reyes Católicos en el siglo XV.
- Datos: Q5850142